# Runcorn Glacier
Runcorn Glacier är en glaciär i Västantarktis, belägen cirka 741 meter över havet. Argentina, Chile och Storbritannien gör alla anspråk på området. 
Terrängen runt Runcorn Glacier är huvudsakligen kuperad, men den allra närmaste omgivningen är platt.